# 奥勒·居纳尔·索尔斯克亚
奥勒·居纳尔·索尔斯克亚，KSO（挪威語發音：[ˈûːlə ˈɡʉ̂nːɑr ˈsûːlʂæːr] ⓘ；1973年2月26日—），出生於挪威克里斯蒂安松，前職業足球員，現時為教練，曾執教英超俱樂部曼聯。
球員時代的他司職前鋒，曾效力於英超俱樂部曼聯，並身穿20號球衣。球場上的蘇斯克查善於捕捉機會，後備入球率非常高，因此被廣大球迷視為最強後備球員，並有「超級後備」的美名，其外貌也讓他獲得「娃娃臉殺手」的稱號。
2007年因為受到嚴重膝蓋傷患影響，蘇斯克查宣佈在季後退役，但之後因為傷患持續困擾，所以提前在季初退役。
退役后的索尔斯克亚成為曼联教练组成员，2007/08年球季主要负责一隊前锋的技术训练，2008/09年球季起出任曼聯預備組的領隊，並帶領曼聯預備隊獲得多個冠軍。2011年1月起返回挪威擔任前東家莫迪領隊，執教三年獲得兩個聯賽冠軍及一個盃賽冠軍。2018年重返曼聯擔任看守領隊，2019年3月28日至2021年11月21日擔任領隊。

## 球員生涯

### 出道與轉會
職業球員生涯初期在挪威國內球會效力，並引起國外球探的注意。1996年夏天，曼聯領隊亚历克斯·弗格森以150萬英鎊將他購入。
第一季為曼聯效力，蘇斯克查已經得到很多上陣機會，首場聯賽上陣對布力般流浪已經射入一球，並在1996/97球季以19球成為球隊首席射手，也協助球隊贏得該季聯賽冠軍。
隨後的球季，曼聯陸續簽下約基、谢林汉姆等前鋒球員，蘇斯克查不時要擔任後備，但他在有限的上陣時間卻依然保持到很高的入球率，這為他帶來了“後備殺手”/“超級後備”的稱號。一張孩子臉，也給他帶來另一個綽號：「娃娃臉殺手」──儘管他本人並不喜歡這個稱呼。
1998年的法國世界盃決賽週，蘇斯克查替挪威國家足球隊上陣，打入16強階段。

### 高峰與轉型
1998/99球季，蘇斯克查在曼聯寫下歷史性的一章。1999年2月6日對诺丁汉森林大勝8比1一役，替补上场短短十二分鐘內射入四球，是历史上唯一一个攻入四球的替补球員，和历史上任何球员单场进四球所用时间最少的纪录。至為經典的，則要數1999年欧洲冠军联赛决赛逆转战胜拜仁慕尼黑，他在舒寧咸於下半場補時射入的扳平入球後，於補時的最後階段射入致勝的一球，戲劇性帮助曼联於下半場補時階段連入兩球反勝對手，完成「三冠王」的霸業。
接下來的兩季，蘇斯克查分別都射入14球。其中1999年12月主場勝愛華頓5比1的賽事再次射入四球。
2001/02球季，他的入球數字再次上升到25球，連同該季加盟的路德所入的36球，兩人合共射入61球，成為球會歷史上最多產量的組合之一。
2002/03球季，隨著與亚历克斯·弗格森的關係出現緊張，蘇斯克查開始轉型，不時被安排墮後出任右中場的位置。

### 傷患與復出
2003年8月27日在主场对阵狼队的比赛中，在比赛快要结束的时候，索尔斯克亚膝盖受伤，右腿膝盖右侧软组织脱落。
2003年9月，蘇斯克查在歐洲聯賽冠軍盃分組賽對彭拿典奈高斯射入他在球會的第115球後，因膝部受傷離場，之後一直養傷到季尾才短暫復出，當中包括足總杯決賽勝米禾爾一場。
2004/05球季，膝部傷患的不斷困擾，使蘇斯克查整季缺陣。接受數次手術後，他終於在2005年12月底復出，並在兩場足總杯賽事中上陣。
在蘇斯克查養傷期間，為了表示對他的支持，一些曼聯球迷還設計了"20LEGEND" 的橫額，意思除了字面上的「傳奇的20號」，還同時包含了OLE──也就是蘇斯克查的名字。這個橫額現在還長期掛在奧脫福球場的西看台。
2006年3月，蘇斯克查與曼聯簽訂一份兩年新合約到2008年，條款包括兼任俱乐部青訓教练。8月23日，在對查爾頓的英超賽事後備上陣，射入三年來的首個正式比賽入球。他復出後入球威力仍然強勁，在职业生涯最后一个赛季仍然攻入了11球。

### 退役
2007年8月28日，三月和六月刚刚又经历了两次膝部手术的蘇斯克查由于恢复情况不理想，宣布将原定季末退役的计划提前，正式退役。9月1日，曼聯在主场對桑德兰的联赛开赛前特地安排蘇斯克查的退役仪式，身着西服的他走上草坪，接受全场球迷的起立鼓掌。當時在場的還有效力桑德兰的一些前曼聯隊友，其中包括身為桑德兰領隊的前曼聯隊長，二人更於鏡頭前握手。

### 紀念賽
為感謝蘇斯克查替球會作出的貢獻，曼聯在2008年8月2日於奧脫福球場舉辦他的告別賽，對手為西班牙的西班牙人， 超過六萬八千名球迷入座。蘇斯克查在68分鐘再一次以後備身份入替，並作出了一記漂亮的遠射，僅僅被對手的守門員以指尖托出。最後曼聯憑新秀弗雷澤·坎貝爾的入球以一比零勝出這場賽事。賽後蘇斯克查向球迷致詞，多謝客隊、球迷、費格遜、隊友及家人，並帶同三名子女繞場一週致意。

## 教练生涯
索尔斯克亚退役后留在曼联教练组工作，主要负责一隊锋线球员的技术训练，同时为获得歐洲足球協會教练证书努力。

### 曼聯預備組
2008年5月20日，亚历克斯·弗格森宣佈索尔斯克亚將會在2008/09年球季出任曼聯預備組的領隊。 在他的帶領下，曼聯預備組取得2008/09年度英格蘭足球預備組超級聯賽的北部亞軍。隨後的2009/2010年球季，曼聯預備組更奪得四年來的首次北部聯賽冠軍。

### 莫迪

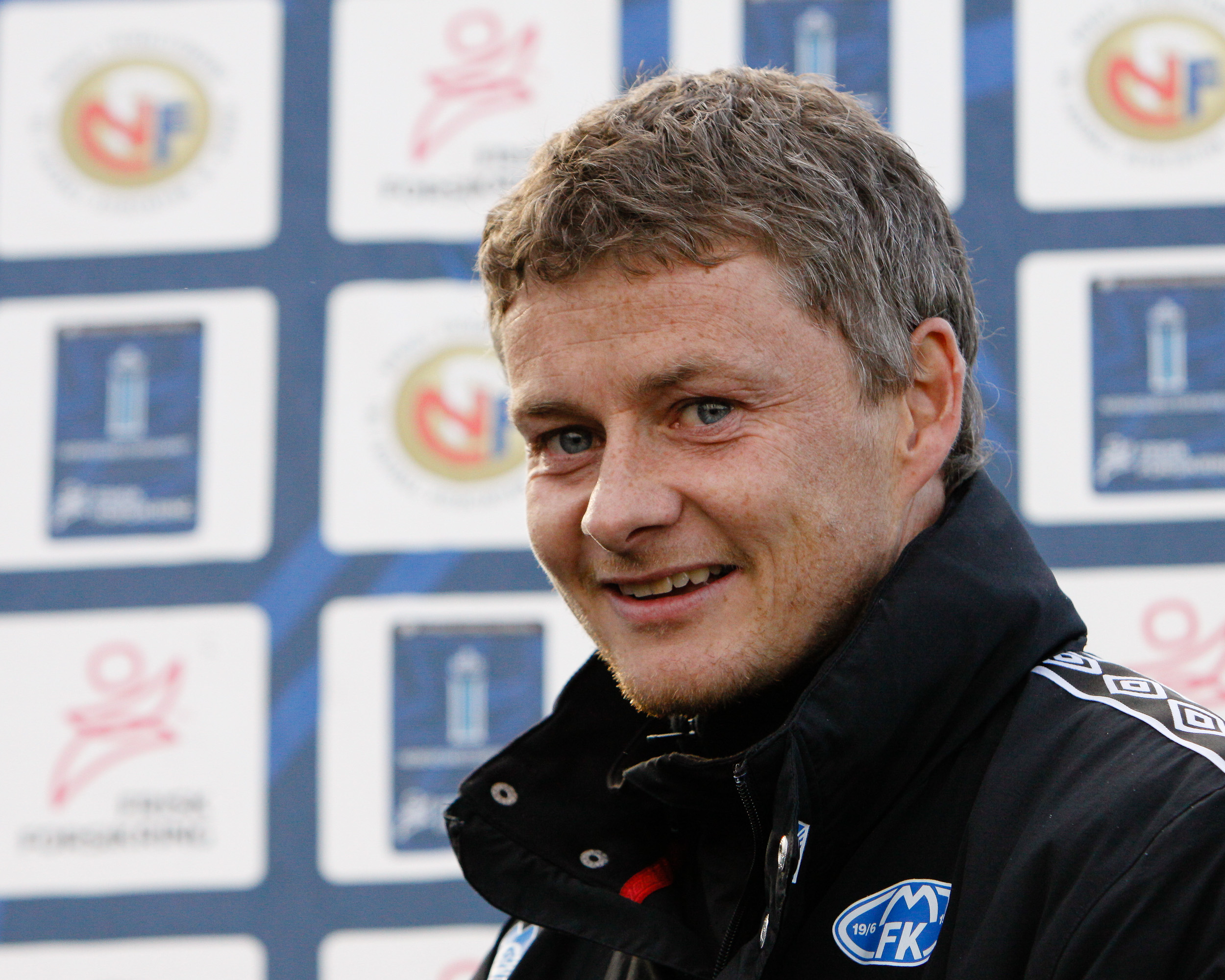
執教莫迪時的蘇斯克查

2010年11月9日，在效力曼聯14年後，蘇斯克查證實返回挪威，自2011年起擔任舊東家莫迪的領隊。3月18日，莫迪於聯賽首場賽事作客升班馬薩爾樸斯堡08，尷尬地以0：3敗陣。 4月3日，他們首場主場賽事亦只能以2：2賽和特林素。儘管開局未如理想，莫迪從6月13日主場5:1大勝斯達開始，到8月5日客場2:1力克斯達之間取得的八勝一負的驕人戰績，升上聯賽榜首位。10月30日，莫迪以二十八戰得五十五分居首，較次席的特林素多八分，在餘下兩輪比賽的情況下，提早奪得本屆挪超冠軍，蘇斯克查亦成功在擔任領隊的首季，便贏得創會一百年以來首個頂級聯賽錦標﹔並在次年成功衛冕，聯賽兩連冠。2013年則奪得挪威盃冠軍。

### 卡迪夫城
2014年1月2日，卡迪夫城官方宣佈蘇斯克查成為新領隊。2014年9月18日，降班後開季7戰3負，排於17位，領隊蘇斯克查與主席梅米特·達爾曼（Mehmet Dalman）商討後宣佈請辭離職。

### 重返莫迪
2015年10月21日，莫迪宣佈蘇斯克查再次執掌球會，並簽約三年半。

### 曼聯

#### 臨危受命
2018年12月19日，曼聯官方宣佈，任命蘇斯克查為看守領隊，至18/19年球季季尾結束。「後備入替」的蘇斯克查成功撥亂反正團結球隊，為曼聯重新注入進攻風格，運用合理、靈活、多變的戰術，使一眾球員都找回自己的狀態，發揮應有的水準。
12月22日，上任僅3日，蘇斯克查帶領曼聯的第一場比賽便作客5-1大破他曾執教的卡迪夫城。這是曼聯自費格遜王朝後首次於英超單場攻入5球。接下來蘇斯克查以首6場英超全勝的姿態打破了前曼聯領隊，已故的畢士比爵士所創造的首5場英甲全勝隊史紀錄，而且並列英超紀錄。
在2019年1月取得3勝1和不敗之後（包括1-0復仇熱刺），蘇斯克查獲選成為英超1月最佳領隊，成為首位挪威藉得獎者，及自費格遜爵士後、6年來首位得獎的曼聯領隊。2月9日，3-0擊敗富咸後成為了歷史上首位領軍首11場(10勝1和)不敗的曼聯領隊，同時是英超史上上任後開局成績最佳的領隊，9場27分裏拿到25分，助曼聯大幅收窄分差，本季首度進佔前四，重燃來季歐聯希望。足總杯戰綫方面，連續作客以3-1及2-0淘汰阿仙奴及車路士兩支勁旅，至此倫敦三強全部敗於蘇斯克查手下。在史丹福橋，曼聯球迷反客為主，以聲勢浩大的歌聲歌頌他們的名宿和新領隊。
2月28日，傷疲盡起的曼聯以副選及青年軍陣容作客3-1攻破水晶宫，寫下客場8連勝的球會新紀錄（舊紀錄是費格遜王朝的7連勝）。下一輪，曼聯主場在先落後的情況下絕殺南安普顿。單論蘇斯克查接任後的同期成績，曼聯將以5分優勢位列英超榜首，打出一波10勝2和，12場不敗走勢。
3月6日的「巴黎雨夜」，欧冠16强次回合，红魔作客憑補時階段一個十二碼3比1絕殺巴黎，总比分3比3，以作客入球優惠淘汰巴黎圣日耳曼，实现惊天逆转，挻進8强。20年後，蘇斯克查再次後備入替書寫奇蹟，這次是以領隊身份帶領着一支陣容殘缺的曼聯完成了不可能的任務，成為欧冠史上首隊克服首回合主場落後兩球或以上的絕境下作客逆轉出綫的球隊，同時將曼聯客場連勝紀錄延續至9場，蘇斯克查客場9戰全勝，攻進23球，只失4球。

#### 轉正
3月28日，曼聯官方宣布蘇斯克查為正式領隊，肯定他治下的出色戰績。
3月30日，對屈福特前接受球迷的歡迎儀式，並帶領球隊以2-1奏捷。
转正之后，索尔斯克亚跨赛季带队进行了15场正式比赛，胜率仅为47.5%。2019-2020赛季英超联赛前8轮仅积9分，为曼联30年来最差战绩。跨赛季连续8个英超联赛客场不胜，同样是30年最糟成绩。
2020年10月4日，蘇斯克查帶領的曼聯在英超賽事遭遇最慘重的失利，以1–6大敗給熱刺，遭到球迷嘲笑。
2020年11月2日，索爾斯克亞帶領的第一百場賽事中主場對上兵工廠，因中場保罗·博格巴不慎失誤踢倒埃克托·贝莱林被判12碼，由兵工廠當家前鋒奧巴美揚踢入，最終以0-1惜敗兵工廠，打破了曼聯14來年主場零敗兵工廠的紀錄，在他的領隊生涯抑或是曼聯的紀錄又增添了一筆不光彩的紀錄。不過自此之後曼聯卻錄得8勝2和的驕人戰績，並由當時需要護級的第十五位一躍至積分榜第二位，少賽一場的情況下與利物浦同分，僅以得失球差屈居其後。周三補賽對般尼，以0:1勝出，升上榜首。
2021年5月26日，曼聯於2020–21年歐霸盃決賽對上比利亞雷阿爾，結果於點球大戰落敗，未能贏得歐霸盃冠軍。
2021年10月24日英超第九轮，蘇斯克查帶領的曼聯在主场恥辱地以0-5大敗給利物浦。當時已有不少球迷在網上留言，要求辭退他，甚至在比賽期間不少球迷在奧脫福球場向他和球員們喝倒彩。在上半場完結前即有近千名球迷同時離開奧脫福球場，到普巴在60分鐘因恶意侵犯纳比·凯塔得到紅牌後，球場上空鏡頭更拍摄到場外出現「散場」人潮。賽後蘇斯克查回應指不會現在放棄，拒絕辭職。

#### 解僱
2021年11月21日，曼聯宣布辭退領隊蘇斯克查，表示2022年夏天才委任新領隊，而教練團成員之一的卡域克（Michael Carrick）將會暫時領軍，直至球會委任新一任暫代領隊。曼聯稱辭退蘇斯克查是一個惋惜的困難決定（The difficult decision was taken with regret），並指對方永遠是曼聯的傳奇。過去數周球隊的表現令人失望，但無損蘇斯克查3年來為球會長遠重建工作的成果。

## 成绩与荣誉
索尔斯克亚在曼联的十个赛季，在所有正式比赛中一共出场366次（其中替补150次），退役时在曼联历史上出场次数排名第34位。十年中一共攻入126个入球，历史排名第15位。值得注意的是，他替补出场共攻入了28球，为曼联历史第一，也是唯一一个达到两位数的球员，不愧「超級後備」的称号。
蘇斯克查亦成功在母會莫迪擔任領隊的首季，便贏得創會一百年以來首個頂級聯賽錦標。

### 俱乐部荣誉
曼聯 Manchester United
- 英格蘭超級足球聯賽冠軍（6）: 1996-1997、1998-1999、1999-2000、2000-2001、2002-2003、2006-2007
- 英格蘭足總杯冠軍（2）: 1999、2004
- 歐洲聯賽冠軍杯冠軍（1）: 1998-1999
- 洲際盃足球賽冠軍（1）: 1999
- 英格蘭社區盾冠軍（3）: 1996、1997、2003

### 教練榮譽
曼联预备队 Manchester United Reserves
- 英格兰足球预备组超级联赛总冠軍: 2009/2010
- 英格兰足球预备组超级联赛北部冠軍: 2009/2010
- 兰开夏郡高级杯冠军: 2008/2009
- 曼彻斯特高级杯冠军: 2009

莫迪 Molde FK
- 挪威足球超級聯賽冠軍: 2011、2012
- 挪威盃冠軍:2013

### 个人荣誉
- 挪威聖奧拉弗階層一等騎士（Knight of the Order of St Olav, First Class（英语：Royal Norwegian Order of St Olav））

## 國家隊

### 國際賽入球
| #  | 日期           | 地點                     | 對戰         | 比分 | 結果 | 比賽             |
| -- | -------------- | ------------------------ | ------------ | ---- | ---- | ---------------- |
| 1  | 1995年11月26日 | 牙買加京士頓             | 牙买加       | 1–1  | 和   | 國際友誼賽       |
| 2  | 1996年3月27日  | 貝爾法斯特溫莎公園       | 北爱尔兰     | 2–0  | 勝   | 國際友誼賽       |
| 3  | 1996年6月2日   | 奧斯陸                   |              | 5–0  | 勝   | 1998年世界盃     |
| 4  | 1996年6月2日   | 奧斯陸                   |              | 5–0  | 勝   | 1998年世界盃     |
| 5  | 1997年4月30日  | 奧斯陸                   | 芬兰         | 1–1  | 和   | 1998年世界盃     |
| 6  | 1998年3月25日  | 布魯塞爾博杜安國王體育場 | 比利时       | 2–2  | 和   | 國際友誼賽       |
| 7  | 1998年5月27日  | 莫爾德體育場             | 沙烏地阿拉伯 | 6–0  | 勝   | 國際友誼賽       |
| 8  | 1998年5月27日  | 莫爾德體育場             | 沙烏地阿拉伯 | 6–0  | 勝   | 國際友誼賽       |
| 9  | 1999年3月27日  | 奧林匹克體育場（雅典）   | 希腊         | 2–0  | 勝   | 2000年歐洲國家盃 |
| 10 | 1999年3月27日  | 奧林匹克體育場（雅典）   | 希腊         | 2–0  | 勝   | 2000年歐洲國家盃 |
| 11 | 1999年4月28日  | 第比利斯                 |              | 4–1  | 勝   | 2000年歐洲國家盃 |
| 12 | 1999年9月8日   | 奧斯陸                   | 斯洛維尼亞   | 4–0  | 勝   | 2000年歐洲國家盃 |
| 13 | 1999年10月9日  | 裡加                     | 拉脫維亞     | 2–1  | 勝   | 2000年歐洲國家盃 |
| 14 | 2000年5月27日  | 奧斯陸                   | 斯洛伐克     | 2–0  | 勝   | 國際友誼賽       |
| 15 | 2001年3月24日  | 奧斯陸                   | 波蘭         | 2–3  | 負   | 2002年世界盃     |
| 16 | 2001年3月28日  | 明斯克                   | 白俄羅斯     | 1–2  | 負   | 2002年世界盃     |
| 17 | 2001年8月15日  | 奧斯陸                   | 土耳其       | 1–1  | 和   | 國際友誼賽       |
| 18 | 2002年5月14日  | 奧斯陸                   | 日本         | 3–0  | 勝   | 國際友誼賽       |
| 19 | 2002年5月22日  | 博德                     | 冰島         | 1–1  | 和   | 國際友誼賽       |
| 20 | 2003年4月2日   | 盧森堡市                 | 盧森堡       | 2–0  | 勝   | 2004年歐洲國家盃 |
| 21 | 2003年6月11日  | 奧斯陸                   | 羅馬尼亞     | 1–1  | 和   | 2004年歐洲國家盃 |
| 22 | 2006年9月2日   | 布達佩斯                 | 匈牙利       | 4–1  | 勝   | 2008年歐洲國家盃 |
| 23 | 2006年9月2日   | 布達佩斯                 | 匈牙利       | 4–1  | 勝   | 2008年歐洲國家盃 |

## 私人生活
球員年代，蘇斯克查在英格蘭與妻子及三名孩子，長子諾亞（Noah）、女儿卡尔娜（Karna）及幼子伊利亚（Elijah），居於大曼徹斯特斯托克波特近郊的布拉姆霍爾（Bramhall）。在轉任莫迪前，他在家鄉克里斯蒂安松購置新居，距離球會僅1小時車程。
他曾說過，他喜歡玩Football Manager,並從中實驗年輕球員的戰術。

## 外部連結
- 曼聯官方網站蘇斯克查簡介 （页面存档备份，存于）（英文）
- 足球資料庫：統計數字 （页面存档备份，存于）（英文）
- BBC網站蘇斯克查球員生涯圖輯 （页面存档备份，存于）（英文）